# 자이스토리
자이스토리(Xistory)는 수경출판사에서 출판하는 문제집이다. 주로 수능을 대비하기 위한 문제집으로 국어 영역, 수학 영역, 영어 영역, 탐구 영역(사회탐구 영역, 과학탐구 영역)의 교재가 있다.

## 같이 보기
- 수학의 정석
- 쎈
- 일등급 수학
- 수능